# کاروانسرای هلایجان
کاروانسرای هلایجان مربوط به سده‌های متاخر دوران‌های تاریخی پس از اسلام است و در شهرستان ایذه، بخش مرکزی، دهستان هلایجان، روستای هلایجان واقع شده و این اثر در تاریخ ۲۶ اسفند ۱۳۸۷ با شمارهٔ ثبت ۲۵۹۶۹ به‌عنوان یکی از آثار ملی ایران به ثبت رسیده است.